# Josef Pešice
Josef Pešice (* 12. Februar 1950 in Prag; † 18. Dezember 2017) war ein tschechischer Fußballspieler und -trainer.

## Spielerkarriere
Josef Pešice begann mit dem Fußballspielen bei TJ Štěchovice, im Alter von 15 Jahren wechselte er zu Sparta Prag. Zwischen 1969 und 1971 absolvierte er seinen Wehrdienst beim damaligen Zweitligisten Dukla Tábor.
Zur Saison 1971/72 kehrte Pešice zu Sparta Prag zurück und gewann mit der Mannschaft den tschechoslowakischen Pokal. Nach dem Abstieg der Mannschaft in der Saison 1974/75 wechselte der Mittelfeldspieler zu FC Zbrojovka Brno. In Brünn wurde Pešice 1977/78 tschechoslowakischer Meister.
Anfang 1979 ging Pešice zurück nach Prag, jedoch nicht zu Sparta, sondern zu Slavia Prag. In über 100 Erstligaspielen schoss er 29 Tore für die Rot-Weißen.
Von 1984 bis 1986 spielte Pešice für den zyprischen Klub AEL Limassol.

## Trainerkarriere
Pešice begann seine Trainerlaufbahn als Spielertrainer bei den österreichischen Amateurklubs FC Kirchberg und SC Pfaffenschlag. Von 1990 bis 1993 arbeitete er als Co-Trainer bei Slavia Prag. Seine erste Station als hauptverantwortlicher Trainer war von 1993 bis 1995 der FK Jablonec.
Von 1995 bis 1997 trainierte er zusammen mit František Cipro Slavia Prag und gewann 1995/96 mit der Mannschaft die tschechische Meisterschaft. Im UEFA-Pokal 1995/96 erreichte das Team das Halbfinale.
In den Jahren 1997 bis 2000 war Pešice Trainer des FK Teplice. 2001 trainierte er in Costa Rica die Mannschaft von CS Cartaginés. Zur Saison 2001/02 kehrte er zu Slavia Prag zurück, wurde nach wenigen Monaten jedoch entlassen. Sein letzter Verein war in der Hinrunde der Saison 2002/03 Sparta Prag, dort war er Co-Trainer von Jozef Jarabinský.
Seit 2003 arbeitete Pešice für den tschechischen Fußballverband. In der Spielzeit 2003/04 coachte er die U18-Auswahl, 2004/05 die U19. Anschließend übernahm er die U16-Junioren, ab 2007 trainierte Pešice die U17.
Nach dem Rücktritt von Michal Bílek als Nationaltrainer übernahm Pešice 2013 für die letzten beiden WM-Qualifikationsspiele das Traineramt.